# Araschnia lactofasciata
Araschnia lactofasciata är en fjärilsart som beskrevs av Barend J. Lempke 1956. Araschnia lactofasciata ingår i släktet Araschnia och familjen praktfjärilar. Inga underarter finns listade i Catalogue of Life.